# Schoothoek
In de zeilvaart is de schoothoek de hoek van het zeil waar de schoot aan het zeil vastzit. Het is de achterste hoek aan de onderkant van een zeil, de hoek tussen het onderlijk en het achterlijk. 

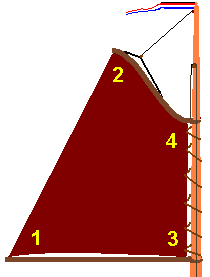
De vier hoeken van een gaffelgetuigd zeil
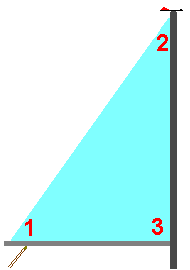
De hoeken van een topgetuigd zeil

De hoeken van een zeil:
1. schoothoek
2. tophoek
3. halshoek
4. klauwhoek